# Joe Baker
Joseph Henry »Joe« Baker, angleški nogometaš in trener, * 17. avgust 1940, Woolton, Liverpool, Anglija, Združeno kraljestvo, † 6. oktober 2003, Wishaw, Škotska.
Za angleško nogometno reprezentanco je odigral 8 tekem in dosegel 3 gole.
Igral je za klube: Hibernian, Torino, Arsenal,  Nottingham Forest, Sunderland, Hibernian in Raith Rovers.